# Больбітис Хедело
Больбітис Хедело (Bolbitis heudelotii) — вид папоротей родини багатоніжкових.
Кілька років тому цю рослину вважали рідкісною і важкою для культивування.

## Походження
Рослина поширена в Африці, у вологих місцях, що перідично затоплюються водою.

## Опис рослини
Колір листків залежно від віку варіюється від темно-зеленого до майже салатного. Молоді листки — вайї — майже прозорі, склоподібні. Згодом набувають темнішого кольору, стають крихкими.
Кореневище больбітиса може бути чудернацько зігнутим, має темний колір. На точці росту можна чітко розгледіти лусочки, через них це місце здається пухнастим. Саме звідси з'являються молоді листки.
Кущ больбітиса має привабливий вигляд. Молода рослина подібна до казкового створіння через свою кришталеву ламкість. Здається, варто доторкнутись до неї, і вона задзвенить. Хоч больбітис часто зустрічається в акваріумах любителів, проте його утримування й розмноження під силу лише тим, хто має певний досвід. На відміну від багатьох інших папоротей, больбітис розмножується повзучим кореневищем. Купувати для колекції рослину рослину треба тільки з точкою росту. Не маючи її, рослина розвиватись не буде.

## Утримання і розмноження
Придбану рослину поміщають не в акваріум, а деякий час тримають у тепличних умовах з підвищеною вологістю. Для цього найкраще використовувати лабораторні ексикатори з притертими кришками. Можна також використовувати інші прозорі посудини, які надійно закриваються. Розміщувати такі палюдаріуми треба подалі від прямого сонячного світла. Ґрунтом при цьому може служити суміш гранітного гравію, піску, торфових крихт і звичайної садової землі в однакових пропорціях. Кореневище папороті вміщують у мілкий горщик з вологим ґрунтом. Горщик ставлять на керамічну поличку ексикатора. На дно ексикатора наливають трохи води. Після того, як з'являться молоді вайї і досягнуть розмірів 12-15 см, рослину можна пересаджувати в акваріум з чистою старою водою. Відділяти ґрунт від кореневища не слід. Його краще змити, зануривши кореневище у воду такої самої температури, як і в акваріумі. При цьому частина ґрунту відділиться, і в акваріум буде поміщено рослину лише з частиною поживного середовища, що міцно утримується коренями.
Як і таїландська папороть, больбітис не любить частих переміщень і неспокою, а також заміни значних кількостей води. Добре росте в сусідстві з яванським мохом, таїландською папороттю, може утворювати з ними спільні зарості. Найкращою температурою для больбітиса можна вважати 23-26°С. На кінцях старих листків можуть поселятися нитчасті водорості. Молоді вайї не обростають.
Рослина тіньовитривала, любить розсіяне світло.